# Dave Matthews Band
Pour les articles homonymes, voir DMB.
Dave Matthews Band, également connu sous le sigle DMB, est un groupe de folk rock américain, originaire de Charlottesville, en Virginie. Le groupe est formé en 1991. Entre 1998 et 2007, le claviériste Butch Taylor a accompagné le groupe dans pratiquement tous ses spectacles, mais n'a jamais été considéré comme un membre officiel. Il se sépare du groupe le 27 mai 2008, soit trois jours avant le début de sa tournée annuelle à travers les États-Unis. Le trompettiste Rashawn Ross accompagne le DMB en tournée depuis 2005. Beauford, Moore, Tinsley et Taylor sont aussi chanteurs. LeRoi Moore est décédé des suites d'un accident le 19 août 2008.

## Biographie

### Débuts

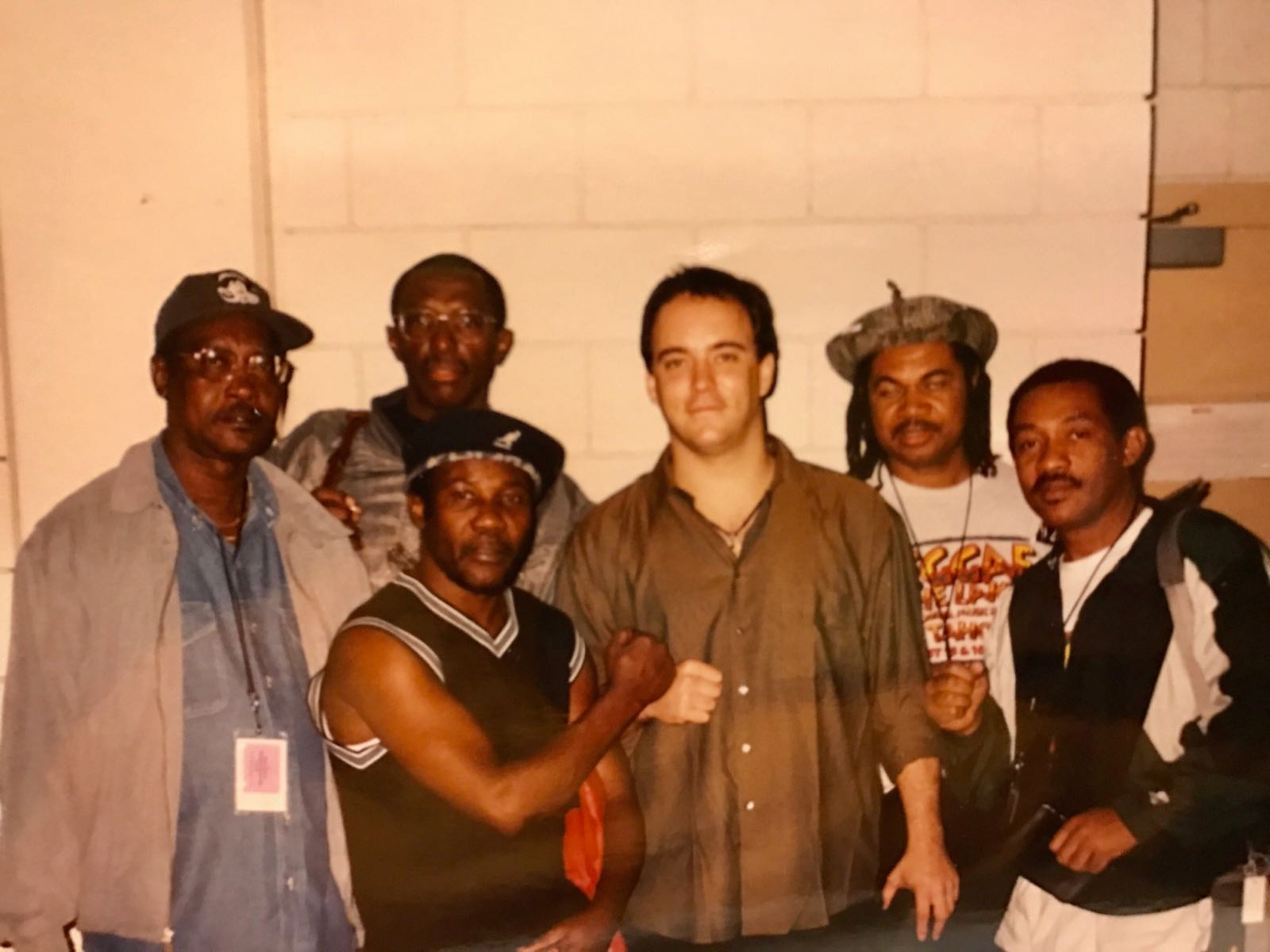
Toots and the Maytals avec Dave Matthews pendant la tournée 1998.

Le groupe est formé en 1991 par le chanteur et guitariste David J. Matthews, le saxophoniste LeRoi Moore, le bassiste Stefan Lessard, le violoniste Boyd Tinsley, le batteur Carter Beauford, et le pianiste Peter Griesar (qui a quitté le groupe en 1993). Tous les membres du groupe ont rencontré Dave à Charlottesville.
Pendant des années, beaucoup pensaient que leur premier concert s'était déroulé au Earth Day Festival de Charlottesville en 1991. Le 9 octobre 2010, Stefan Lessard rapporte sur Twitter, la découverte d'une cassette live enregistrée plus tôt le 14 mars 1991, au TRAX, un club local. Le concert était un concert de charité pour l'association Middle East Children's Alliance et, d'après Lessard, comprenait les chansons suivantes : Typical Situation, Best of What's Around, I'll Back You Up, Song That Jane Likes, Warehouse, Cry Freedom et Recently. Le concert ne fait participer que Dave, Stefan, Carter, et LeRoi. Quelques autres apparitions se feront par la suite, et le groupe se popularisera localement par bouche-à-oreilles.
À cette période, le groupe ne possède encore aucun nom. Les membres avaient opté par Dumwelah, qui en tswana signifie « bonjour », mais décide de le changer par manque d'enthousiasme.

### Milieu des années 1990

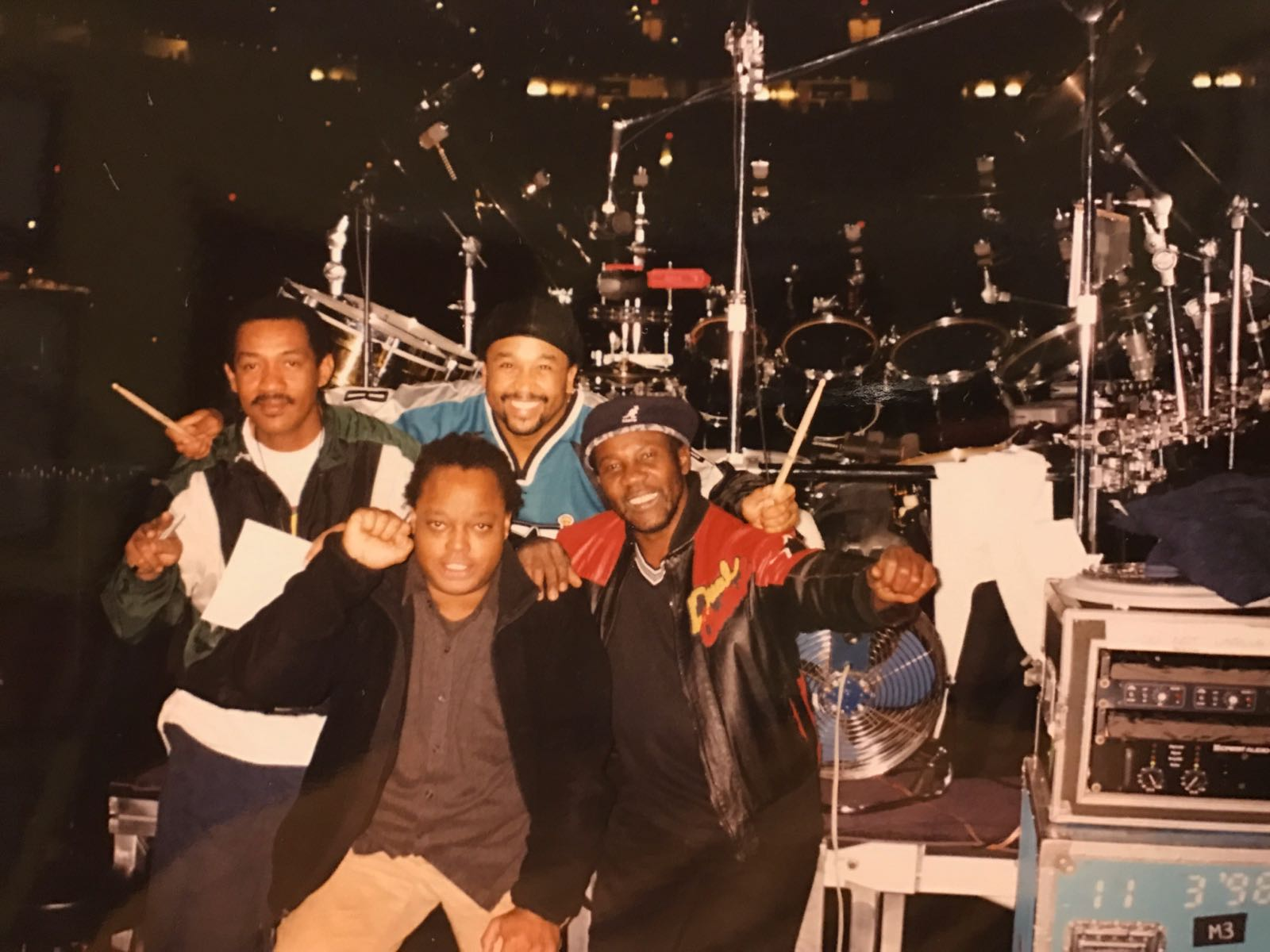
Des membres du groupe Toots and the Maytals et Dave Matthews Band pendant la tournée 1998. Paul Douglas (à gauche), Carter Beauford (derrière), LeRoi Moore (devant), Toots Hibbert (à droite).

Le 20 septembre 1994, DMB publie son premier album studio, Under the Table and Dreaming, qui comprend leurs premiers hits What Would You Say (avec John Popper des Blues Traveler à l'harmonica), Satellite et Ants Marching. L'album est enregistré « à la mémoire d'Anne », la grande sœur de Matthews, tuée par son époux en 1994 lors d'un meurtre-suicide. Under the Table and Dreaming et son prédécesseur, Crash amènent l'engouement national pour le groupe, culminant vers un Grammy Award dans la catégorie de meilleure performance rock vocale d'un duo ou groupe pour So Much to Say, et vers d'autres nominations entre 1996 et 1997. Le groupe atteint le succès avec les morceaux Crash into Me, Too Much et Tripping Billies.
En 1997, DMB atteint un niveau sans précédent de popularité aux États-Unis et, à un certain degré, dans le monde. Le 28 octobre 1997, le groupe sort son premier album live, Live at Red Rocks 8.15.95. L'album, qui est enregistré au Red Rocks Amphitheatre de Morrison, dans le Colorado, comprend les premiers morceaux populaires du groupe, certains ayant fait participer Tim Reynolds à la guitare électrique.
À la fin 1997, le groupe revient en studio avec le producteur Steve Lillywhite et d'autres collaborateurs comme Reynolds, le banjoiste Béla Fleck, la chanteuse Alanis Morissette, le futur membre de tournée Butch Taylor, le joueur de chapman stick Greg Howard et le Kronos Quartet. Ils composent et enregistrent Before these Crowded Streets, leur troisième album chez RCA, qui est publié le 28 avril 1998. L'album est un changement de direction musicale comparé à leurs prédécesseurs. Stay (Wasting Time), un morceau gospel uplifting, et Crush, une ballade romantique, se popularisent aux côtés du single principal Don't Drink the Water.
Le 19 janvier 1999, Matthews et Reynolds sortent l'album live Live at Luther College, du 6 février 1996, un concert acoustique joué par Matthews et Reynolds au Luther College de Decorah, dans l'Iowa.

### Années 2000

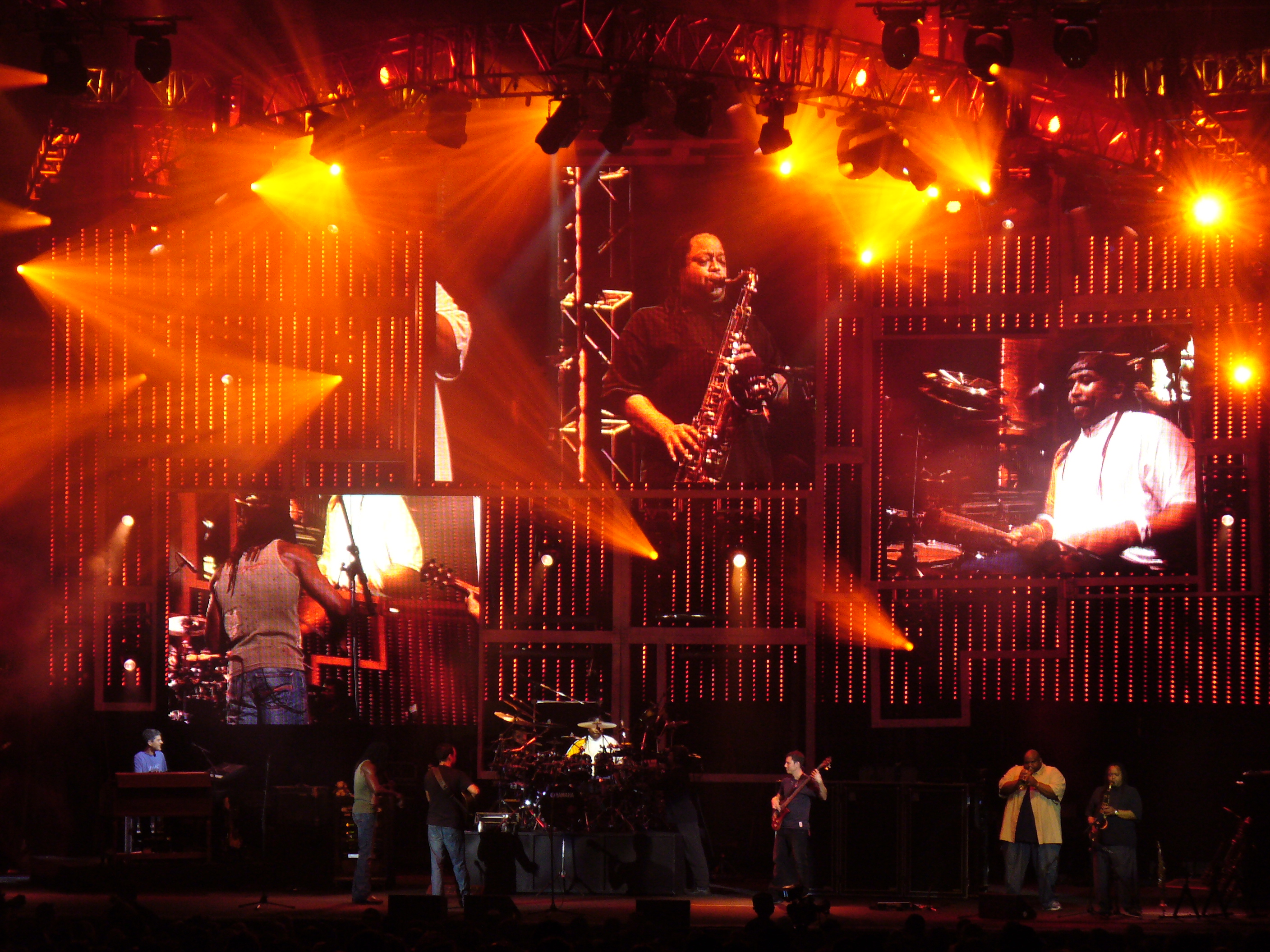
Dave Matthews Band jouant Last Stop au Pavilion, le 5 juillet 2006.

La marque de fabrique du Dave Matthews Band, ce sont les longs « jams » qui étirent les chansons jouées en spectacle jusqu'à 20 minutes (le record étant de 32 minutes pour la chanson #41 en 2002 à Ottawa, Canada). La grande diversité des morceaux joués lors d'une tournée caractérise également le groupe.
Le Dave Matthews Band a partagé la scène avec de grands noms de la musique tels les Rolling Stones, Pearl Jam, Ben Harper, James Brown, Carlos Santana, Herbie Hancock, Buddy Guy, Alanis Morissette, Paul Simon, Victor Wooten, et Toots and the Maytals.
En mars 2007, Dave Matthews accompagné de son acolyte Tim Reynolds engage une tournée acoustique en Europe avec un passage à la Cigale de Paris. Face à l’énorme succès de cette tournée, il décide de revenir pour quatre concerts exceptionnels avec le groupe. En mai 2007, le Band se produit à Lisbonne, Bruxelles, Londres et Dublin. Le concert de Lisbonne reste pour le DMB celui qui marqua le plus cette tournée. Plus de 18 000 fans surexcités voyaient le groupe pour la première fois et la prestation de plus de trois heures est l’une des plus longues de l’histoire du groupe.

### Mort de LeRoi Moore
Le 19 août 2008, le saxophoniste et membre fondateur du groupe s'est éteint à la suite de complications dues à un accident de quad survenu dans sa ferme de Virginie le 30 juin 2008. LeRoi Moore avait alors subi de graves blessures dont une perforation et un affaissement d'un poumon ainsi que de multiples fractures. Le saxophoniste du groupe Béla Fleck and the Flecktones, Jeff Coffin, a remplacé Moore pour la balance de la tournée estivale du groupe.
La surprise de son décès est amplifiée par le fait que Dave Matthews avait récemment affirmé que son ami et collègue se sentait mieux et qu'il allait pouvoir reprendre le collier au début de l'année 2009. Ironie du sort, Moore est décédé au Hollywood Presbyterian Medical Center de Los Angeles, situé à quelques rues du Staples Center, amphithéâtre où le groupe donnait un spectacle la journée même dans le cadre de sa tournée. Le Dave Matthews Band a d'ailleurs décidé de faire leur spectacle malgré les circonstances, rendant ainsi hommage à leur ami en faisant ce qui les unissait tous et en sélectionnant les morceaux préférés de celui-ci.

### Années 2010
En avril 2014, DMB joue cinq concerts en Australie, dont un au West Coast Blues N Roots Festival, et au Byron Bay Bluesfest. Après des concerts visiblement difficiles en Australie, Tinsley révèle sur Twitter souffrir d'une arthrite à la main droite. Il se fera opérer et annonce qu'il pourra participer à la prochaine tournée du groupe. La tournée de 42 dates, appelée 2014 Summer Tour commence à Woodlands, au Texas.
Le 13 janvier 2015, le groupe annonce une tournée estivale, et deux sets pendant chacune des soirées. La tournée nord-américaine démarre à Austin, le 13 mai, et se conclut à Phoenix (Arizona) le 13 septembre. Peu après cette annonce, le groupe entreprend une tournée en Europe en 2015.
En 2016, Dave Matthews Band annonce une tournée spéciale 25 ans. La tournée 2016 s'effectue du 11 mai au 4 septembre avec 45 dates américaines et une au Canada. DMB annonce au début de 2016 ne pas tourner en 2017.

## Engagements sociaux
Le Dave Matthews Band est très engagé dans la lutte contre le réchauffement climatique avec le mouvement « Stand up against global warming ». Dave Matthews a également déclaré officiellement soutenir la candidature du sénateur Barack Obama à la présidence des États-Unis. En 2004, lors de la campagne présidentielle américaine, le DMB avait d'ailleurs participé au « Vote for Change Tour » réunissant des artistes qui souhaitaient le départ de George W. Bush et le retour des démocrates à la Maison-Blanche.

## Membre

### Membres actuels
- Dave Matthews – chant, guitare acoustique, guitare (depuis 1991)
- Stefan Lessard – basse (depuis 1991)
- Carter Beauford – batterie, percussions (depuis 1991)
- Rashawn Ross – trompette, chœurs (depuis 2005)
- Jeff Coffin – saxophone, instruments à vent (depuis 2008)
- Tim Reynolds – guitare solo (depuis 2008)

### Anciens membres
- Peter Griesar – claviers, chœurs (1991–1993)
- LeRoi Moore – saxophone, instruments à vent (1991–2008, décédé en 2008)
- Butch Taylor – claviers, chœurs (1998–2008, 2017)
- Boyd Tinsley – violon, chant, mandoline (1992-2017)

## Discographie

### Albums studio
- 1993 : Remember Two Things
- 1994 : Under the Table and Dreaming
- 1996 : Crash
- 1998 : Before These Crowded Streets
- 2001 : Everyday
- 2002 : Busted Stuff
- 2005 : Stand Up
- 2009 : Big Whiskey and the Groogrux King
- 2012 : Away from the World
- 2018 : Come Tomorrow
- 2023 : Walk Around the Moon

### EP
- 1994 : Recently

### Compilation
- 2006 : The Best of What's Around vol.1

### Albums live
- 1997 : Live at Red Rocks 8.15.95
- 1999 : Listener Supported
- 2001 : Live in Chicago 12.19.98 at the United Center
- 2002 : Live at Folsom Field, Boulder, Colorado
- 2003 : The Central Park Concert
- 2004 : The Gorge
- 2005 : Weekend on the Rocks
- 2007 : Live at Piedmont Park
- 2008 : Live at Mile High Music Festival
- 2009 : Europe 2009
- 2010 : Live in New York City
- 2011 : Live at Wrigley Field